# Fort Charlotte (Kingstown)

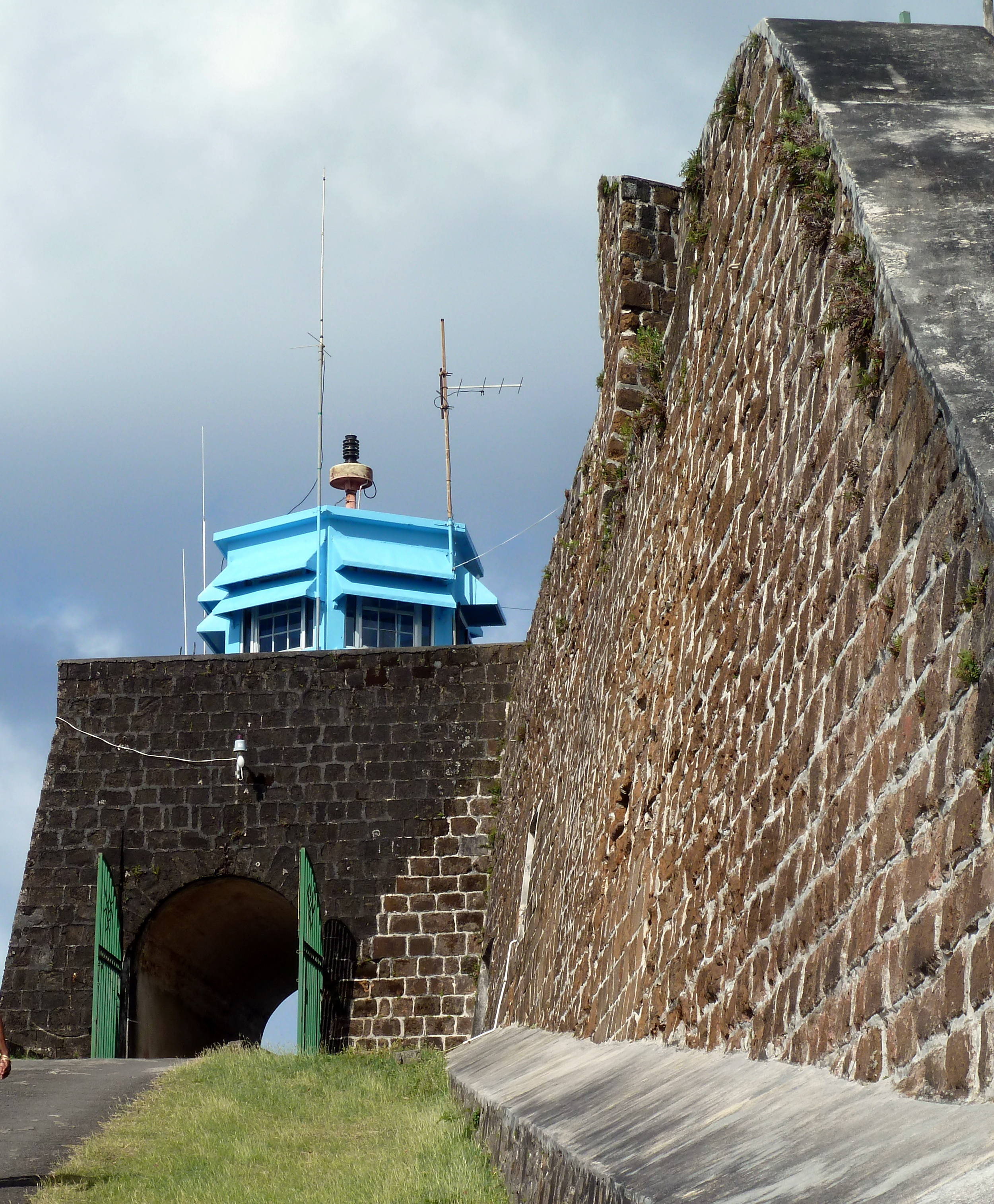
Eingang von Fort Charlotte

Fort Charlotte ist eine Verteidigungsanlage auf St. Vincent im Staat St. Vincent und die Grenadinen.
Die Festung wurde ab 1763 westlich von Kingstown erbaut, im Jahr 1806 fertiggestellt und nach Königin Charlotte benannt. Sie beherbergte etwa 600 Soldaten und eine Batterie mit 34 Kanonen, die überwiegend auf das Inselinnere gerichtet waren.
Die Festung diente auch als Gefängnis, so wurden hier 1799 Kariben eingekerkert, darunter einer der Anführer des 2. Karibenkrieges, Cuffy Wilson. 